# I rollerna tre

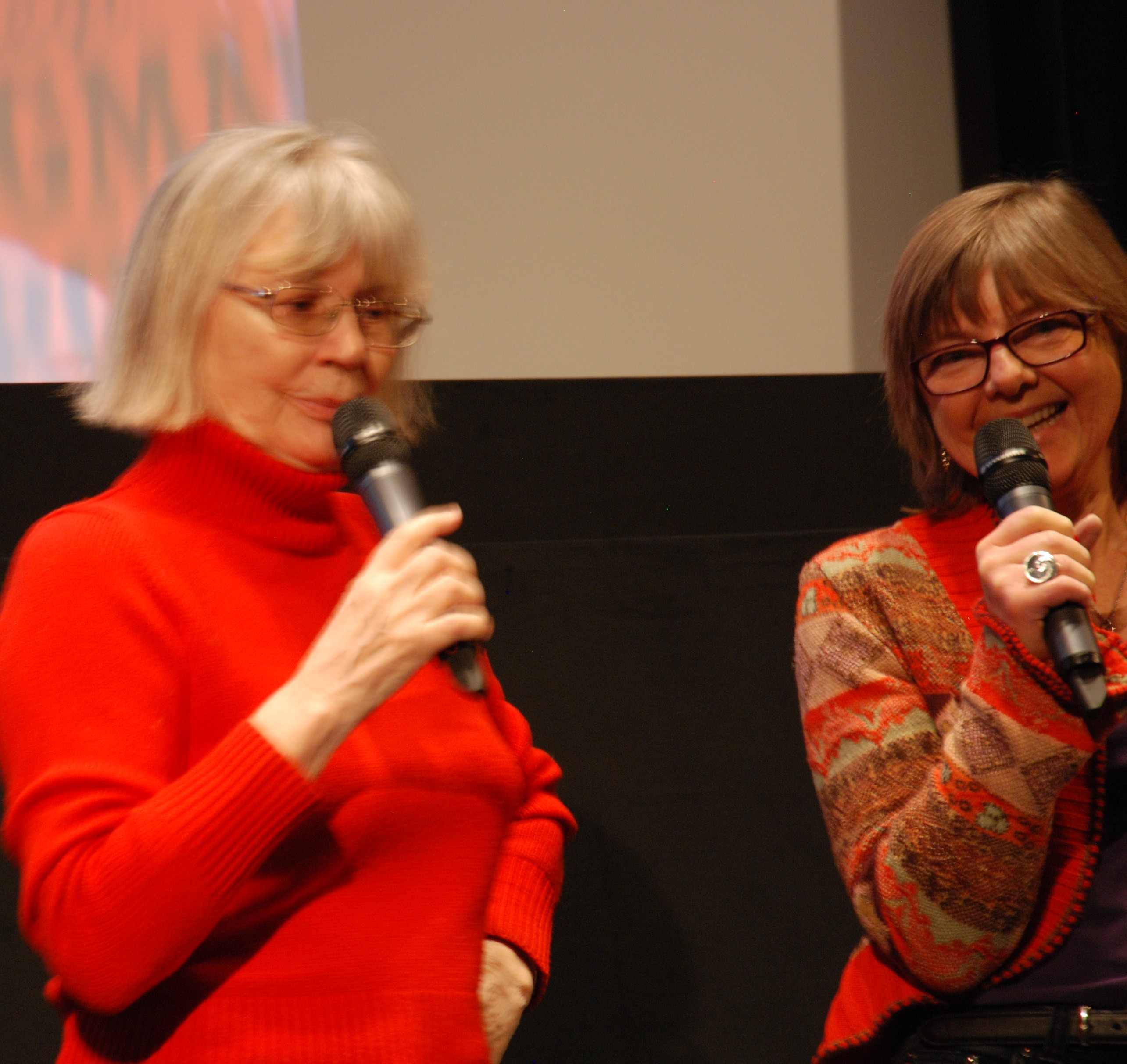
Harriet Andersson och Christina Olofson diskuterar Olofsons film I rollerna tre på ett filmseminarium, som anordnats av Sveriges Förenade Filmstudios i Stockholm i mars 2012

I rollerna tre är en svensk dokumentärfilm från 1996, regisserad av Christina Olofson. Mai Zetterling hade planerat att göra en uppföljning av sin film Flickorna (1968). Christina Olofson tog upp idén efter Mai Zetterlings död 1994.

## Handling
Filmen skildrar hur de tre kvinnliga huvudrollsinnehavarna Flickorna träffas 1995 på Mai Zetterlings gård i Provence i Frankrike och samtalar om Mai Zetterling, om skådespelareyrket och om sina erfarenheter av karriär och liv. I filmen är inklippt scener från Flickorna.

## Medverkande
- Gunnel Lindblom - Gunnel Lindblom
- Harriet Andersson - Harriet Andersson
- Bibi Andersson - Bibi Andersson